# Brachysipalia irangensis
Brachysipalia irangensis – gatunek chrząszcza z rodziny kusakowatych i podrodziny rydzenic.
Gatunek ten opisał po raz pierwszy w 1995 roku Roberto Pace na łamach „Revue suisse de Zoologie”. Jako lokalizację typową wskazano Irangi Forest w kenijskim hrabstwie Embu.
Chrząszcz o wydłużonym w zarysie ciele długości 3,4 mm. Głowa jest ruda, opalizująca, silnie siateczkowana, o mocno zatartym punktowaniu. Czułki mają człony pierwszy i drugi żółte, a człony pozostałe rudożółte. Rude, opalizujące przedplecze jest mocno siateczkowane, zaś punktowanie ma silnie zatarte. Błyszcząco rude pokrywy mają wyraźnie, poprzecznie siateczkowaną i pokrytą sterczącymi ziarnistościami powierzchnię. Odwłok jest rudy, poprzecznie siateczkowany. Genitalia samicy przypominają te u B. meruensis, różniąc się jednak słabszym zakrzywieniem wierzchołkowym części dystalnej. Genitalia samca różnią się od tych u B. meruensis edeagusem słabiej po brzusznej stronie zakrzywionym i w widoku brzusznym znacznie słabiej na szczycie zaostrzonym.
Owad afrotropikalny, znany wyłącznie z Kenii. Spotkany na rzędnych 2000 m n.p.m.